# Bothriomyrmex meridionalis
Bothriomyrmex meridionalis es una especie de hormiga del género Bothriomyrmex, subfamilia Dolichoderinae. Fue descrita científicamente por Roger en 1863.
Se distribuye por Argelia, Georgia, islas Baleares, Bulgaria, Croacia, Francia, Montenegro, Rumanía, Eslovaquia y España. Se ha encontrado a elevaciones de hasta 250 metros. Vive debajo de las piedras y en matorrales.